# Nová Ulice

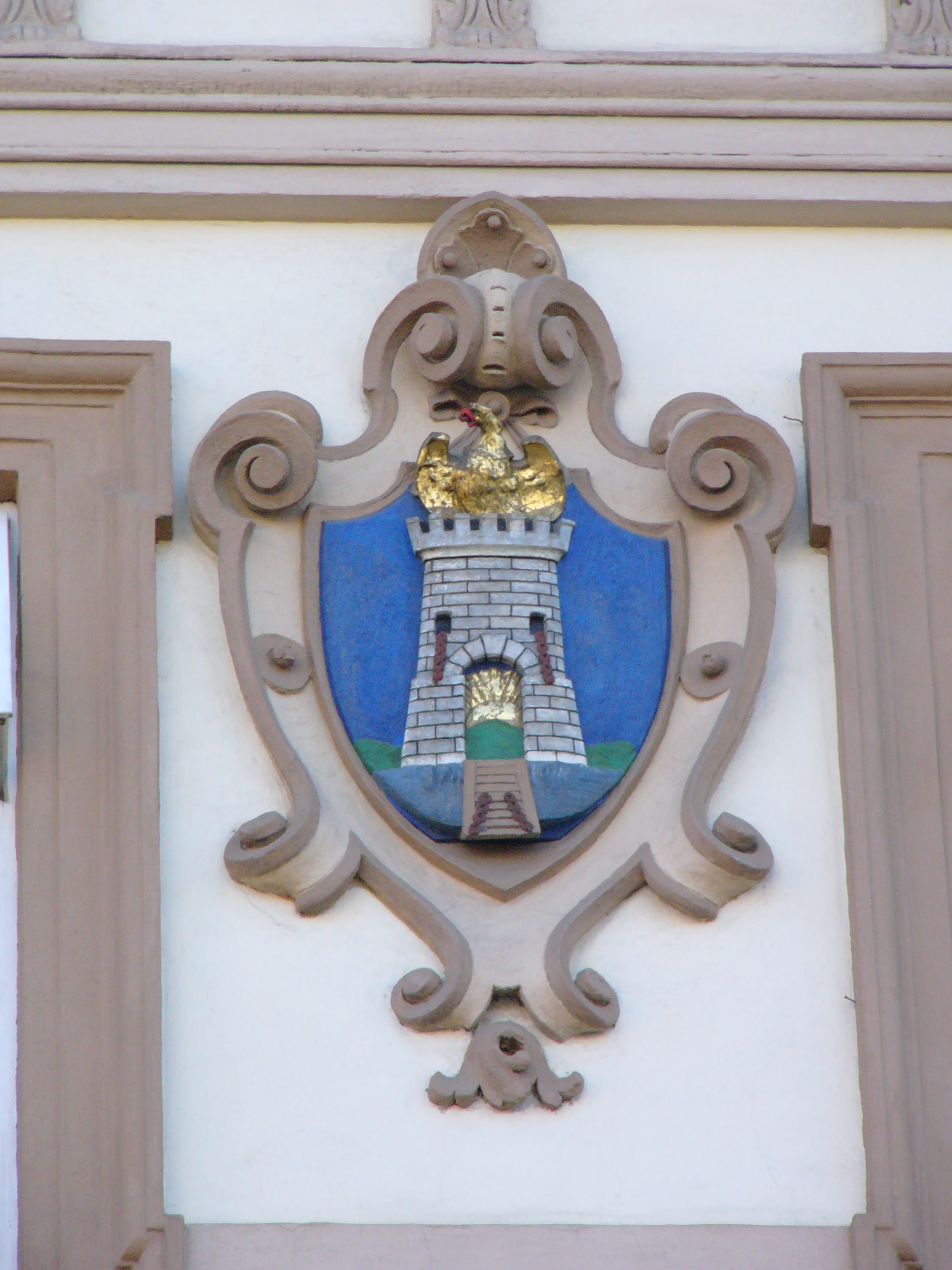
Wapen van Nová Ulice

Nová Ulice (Duits: Neugasse) vormt een wijk en kadastrale gemeente in Olomouc. In Nová Ulice wonen ongeveer 20.000 mensen en is daarmee qua inwonertal de grootste wijk van Olomouc. Tot 1919 was Nová Ulice een zelfstandige stad. In Nová Ulice bevindt zich het station Olomouc město, het station vernoemd naar de wijk, Olomouc-Nová Ulice, ligt net buiten de wijk in de kadastrale gemeente Olomouc-město. Verder bevindt het academisch ziekenhuis van Olomouc zich in de wijk. Het Andrův stadion, Zimní stadion, Zwemstadion, de restanten van het Spartakiádní stadion zijn in het noordoosten van de wijk gelegen. In het uiterste zuidwesten van de kadastrale gemeente is het Muzeum Lagerfort XIII gevestigd in een voormalig fort van de Stelling van Olomouc.

## Geschiedenis
- 1896 – De gemeente Nová Ulice krijgt de status van městys.
- 1899 – Het tramnetwerk van de stad Olomouc wordt aangelegd tot in Nová Ulice.
- 1906 – Nová Ulice krijgt de status van stad.
- 1919 – Nová Ulice wordt bij Olomouc gevoegd.
- 1923 – De bibliotheek van Olomouc opent een vestiging in de wijk

## Aanliggende (kadastrale) gemeenten
| Aanliggende (kadastrale) gemeenten1 | Aanliggende (kadastrale) gemeenten1 | Aanliggende (kadastrale) gemeenten1 | Aanliggende (kadastrale) gemeenten1 | Aanliggende (kadastrale) gemeenten1 |
| ----------------------------------- | ----------------------------------- | ----------------------------------- | ----------------------------------- | ----------------------------------- |
|                                     |                                     | Hejčín                              |                                     | Lazce                               |
|                                     |                                     |                                     |                                     |                                     |
| Neředín                             | Olomouc-město                       |                                     |                                     |                                     |
|                                     |                                     |                                     |                                     |                                     |
| Hněvotín                            |                                     | Slavonín                            |                                     | Povel                               |

1Cursief geschreven namen zijn andere kadastrale gemeenten binnen Olomouc.
Bělidla ·
Černovír ·
Droždín ·
Chomoutov ·
Chválkovice ·
Hejčín ·
Hodolany ·
Holice ·
Klášterní Hradisko ·
Lazce ·
Lošov ·
Nedvězí ·
Nemilany ·
Neředín ·
Nová Ulice ·
Nové Sady ·
Nový Svět ·
Olomouc-město ·
Pavlovičky ·
Povel ·
Radíkov ·
Řepčín ·
Slavonín ·
Svatý Kopeček ·
Topolany ·
Týneček